# Sylvie Bonvin-Sansonnens
Sylvie Bonvin-Sansonnens (* 1971 in Estavayer-le-Lac; heimatberechtigt in Arbaz und Vernay) ist eine Schweizer Politikerin (Grüne).

## Leben
Sylvie Bonvin-Sansonnens wuchs in Rueyres-les-Prés und Granges-Marnand mit zwei Geschwistern in einer landwirtschaftlich geprägten Familie auf. Nach dem Besuch des Gymnasiums in Yverdon-les-Bains absolvierte sie eine Ausbildung zur Journalistin am Centre Romand de Formation des Journalistes CRFJ in Lausanne. Später bildete sie sich am landwirtschaftlichen Institut Grangeneuve in Posieux zur Landwirtin, zur Betriebsleiterin und zur Meisterlandwirtin aus. Sie war als Journalistin bei der Zeitung Le Républicain in Estavayer-le-Lac, beim Regionalradio RTN in Marin sowie als freie Journalistin und Kolumnistin für Terre & Nature tätig. Bonvin-Sansonnens war Gewerkschaftssekretärin bei Uniterre und Delegierte für die Schweiz bei der Europäischen Koordinierung der Landwirtschaft Via Campesina in Brüssel. Sie war als Inspektorin für bio-inspecta und als Expertin für die landwirtschaftlichen Abschlussprüfungen in Grangeneuve tätig. 2005 übernahm sie den Hof der Familie in Rueyres-les-Prés, den sie 2012 auf biologische Landwirtschaft umstellte. 
Sie ist verheiratet, Mutter von zwei erwachsenen Töchtern und lebt in Rueyres-les-Prés.

## Politik
Bonvin-Sansonnens rückte 2015 für den verstorbenen Louis Duc für die Liste der Unabhängigen in den Grossen Rat des Kantons Freiburg nach, dem sie 2021 als erste Vertreterin der Grünen als Präsidentin vorstand. Sie war von 2017 bis 2018 Präsidentin der Mitte-links-grün-Fraktion. Nach einer erfolglosen Kandidatur bei der Ersatzwahl von Marie Garnier 2018 wurde Bonvin-Sansonnens 2021 in den Staatsrat des Kantons Freiburg gewählt. Sie ist Vorsteherin der Direktion für Bildung und kulturelle Angelegenheiten BKAD.
Bonvin-Sansonnens war Präsidentin von Bio Fribourg/Freiburg, Verwaltungsratspräsidentin von Progana Bio Romandie, Stiftungsratspräsidentin des Centre Educatif et Pédagogique d’Estavayer, Vorstandsmitglied von Lignum Fribourg und Präsidentin des strategischen Ausschusses des Salon Bois in Bulle.